# ふたご座ガンマ星
ふたご座γ星は、ふたご座の恒星で2等星。

## 特徴
分光連星で、主星はA型の準巨星。1991年に小惑星ミルラによる掩蔽が起こった際に詳細な観測が行われ、伴星が太陽に似たG型主系列星であることが確認された。伴星は太陽とほぼ同じ質量を持ち、主星を平均8.5au離れた離心率の高い軌道を12.6年の周期で周回している。

## 名称
学名はγ Geminorum （略称はγ Gem）。固有名アルヘナ (Alhena) はアラビア語で「（ラクダの首に押してある）焼印」を意味する الهنعه 、Al Han'ahから来ている。2016年7月20日、国際天文学連合の恒星の固有名に関するワーキンググループは、Alhena をふたご座γ星の固有名として正式に承認した。
中国では、井戸の3番目の星という意味で井宿三と呼ばれる。